# Naevolus orius
Naevolus orius är en fjärilsart som beskrevs av Paul Mabille 1883. Naevolus orius ingår i släktet Naevolus och familjen tjockhuvuden. Inga underarter finns listade i Catalogue of Life.